# Schmidtia
Schmidtia is een geslacht uit de grassenfamilie (Poaceae). De soorten van dit geslacht komen voor in Afrika.

## Soorten
Van het geslacht zijn de volgende twee soorten bekend:
- Schmidtia kalahariensis
- Schmidtia pappophoroides